# Laura Lammer
Laura Lammer (* 20. ledna 2001 Štýrský Hradec) je rakouská reprezentantka ve sportovním lezení, medailistka z letních olympijských her mládeže a mistryně Rakouska v kombinaci.

## Výkony a ocenění
- 2017: mistryně Rakouska
- 2018: bronz na letních olympijských hrách mládeže

### Závodní výsledky
| Světový pohár | Světový pohár |
| Rok           | 2018          |
| ------------- | ------------- |
| Rychlost      | x             |
| jednotlivě*   | x             |

* poznámka: nalevo jsou poslední závody v roce
| Letní olympijské hry mládeže | Letní olympijské hry mládeže |
| Rok                          | 2018                         |
| ---------------------------- | ---------------------------- |
| Kombinace                    | 3                            |

| Mistrovství Rakouska | Mistrovství Rakouska |
| Rok                  | 2017                 |
| -------------------- | -------------------- |
| Rychlost             | 2                    |
| Kombinace            | 1                    |